# Andries de Graeff
Andries de Graeff (Amsterdam, 19 februari 1611 - aldaar, 30 november 1678) was een Amsterdamse regent uit de Gouden Eeuw, en een Nederlandse mecenas en kunstverzamelaar. Hij was raad van de Admiraliteit van Amsterdam, en ambachtsheer van Urk en Emmeloord. Hij was in totaal zevenmaal burgemeester van Amsterdam. Zijn politieke houding was kenmerkend voor zijn geslacht: enerzijds libertijns en staatsgezind, maar toch een zekere, weliswaar voorwaardelijke, trouw aan de Oranjes.
Andries de Graeff maakte deel uit van de factie, die na de plotselinge dood van stadhouder Willem II de financiën en politiek in de Republiek bepaalde. Hij werkte nauw samen met zijn oudere broer Cornelis de Graeff en zijn oomzeggers, Johan de Witt en Cornelis de Witt. De gebroeders De Graeff en De Witt streefden naar de volledige soevereiniteit van de republikeinse regenten, en waren voor de afschaffing van het stadhouderschap van het Huis van Oranje.

## Familie De Graeff

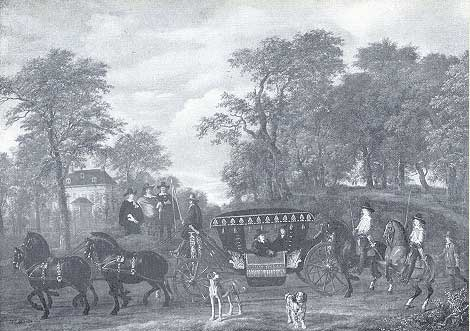
Familie De Graeff en aanverwante familie te Soestdijk. Het landschap wordt aan Jacob van Ruisdael toegeschreven, het portret aan Thomas de Keyser, geschilderd tussen 1656 en 1660. (National Gallery of Ireland)

Andries was lid van het Amsterdamse geslacht De Graeff dat, samen met het aan hen verzwagerde geslacht Bicker, gedurende vijftig jaar voor een belangrijk deel het bestuur over de stad Amsterdam bepaalde. Door deze machtsbasis hadden zij ook in het gewest Holland en daardoor ook in de Republiek der Verenigde Nederlanden een belangrijke vinger in de pap. Als gevolg van de wetsverzetting in het rampjaar 1672 werd de eens zo machtige familie De Graeff door Willem III van Oranje uit de vroedschap verwijderd.
Andries, de derde zoon van Jacob de Graeff Dircksz en Aeltje Boelens Loen, groeide op in het huis ‘de Keyzershoed’ in de Niezel, niet ver van de Oude Kerk. Zijn twee broers waren Cornelis en Dirk. Ook had hij drie zusters: Agneta (1603-1656), Wendela en Christina (1609-1679). In 1677 verkregen hij en zijn zoon Cornelis een adelsbrief van keizer Leopold I, nadat Amsterdamse genealogen het geslacht hadden laten afstammen van de adellijke heren Von Graben von Stein uit Tirol. De juistheid van deze afstamming wordt sterk betwijfeld.

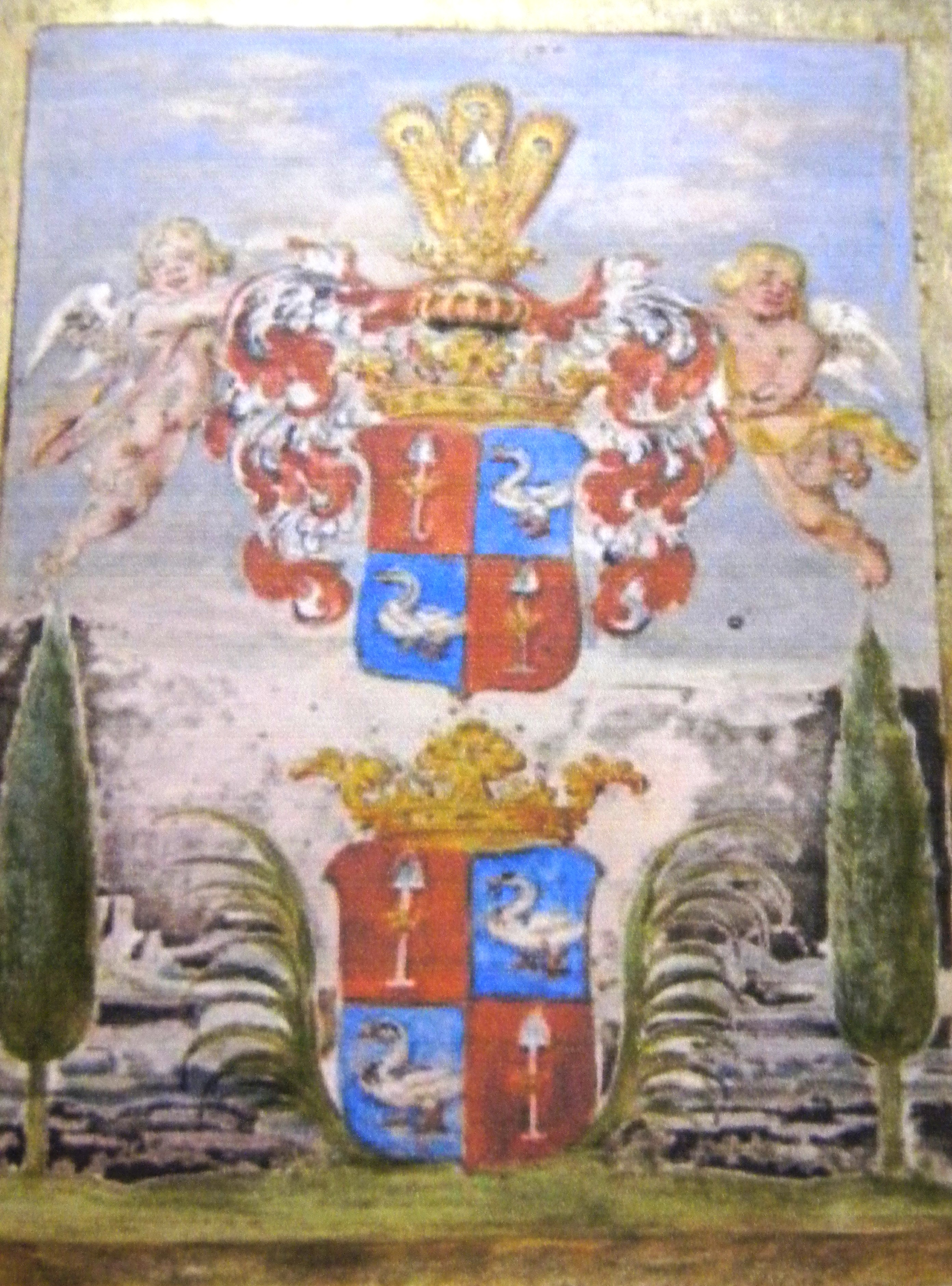
Het rijksridderwapen De Graeff

De Graeff had beroemde familieleden; zo was Pieter Corneliszoon Hooft zijn oom, Frans Banninck Cocq zijn zwager en waren de broers Andries, Cornelis en Jan Bicker evenals Johan en Cornelis de Witt zijn neven. Ook Andries de Graeff trouwde met een telg uit de familie Bicker, zijn achternicht Elisabeth Bicker van Swieten, dochter van Cornelis Bicker en Aertge Witsen. Het echtpaar kreeg vier kinderen:
- Cornelis de Graeff, ridder van het Heilige Roomse Rijk (Den Haag, 1650 - Amsterdam, 1678), getrouwd met Agneta Deutz (1657-1678); als huwelijksgift ontving het echtpaar het Huis van der Graeff van Andries de Graeff op Herengracht 446.
- Alida de Graeff, vrijvrouwe van de Heerlijkheid Jaarsveld (Den Haag, 1651 - aldaar, 1738), getrouwd in 1678 te Maarssen met Theodorus (Diederik) van Veldhuyzen, heer van Heemstede (1651-1716), Utrechtse regent en lid en president van de Staten van Utrecht. Het huwelijk tussen Alida de Graeff en Diederik van Veldhuyzen bleef kinderloos.
- Arnoldina (Aertje) de Graeff, vrijvrouwe van Jaarsveld (Den Haag, 1652-1703), trouwde in 1681 met Transisalanus Adolphus baron van Voorst tot Hagenvoorde van Bergentheim (Van Voorst tot Voorst) (1651-1707), vrijheer van Jaarsveld, lid van de ridderschap van Holland, hofmeester van Prins Willem III en luitenant-stadhouder van Gorkum.
- Jacob (jong overleden)[8]

## Carrière
Andries de Graeff studeerde het canonieke en civiele recht in Poitiers. Hij promoveerde aldaar in 1634 tot meester in de rechten. Enkele jaren later steunde hij samen met zijn broer Cornelis, de gebroeders Bicker en Jacob de Witt de Vrede van Munster (1648). Na de mislukte aanval op Amsterdam kreeg Andries' broer Cornelis in 1650 van de stadhouder Willem II van Oranje te horen dat Andries en Cornelis Bicker uit de vroedschap moesten. De tijd van de Oranjegezinde raadspensionaris Jacob Cats was voorbij. Hij was te buigzaam geweest in de tijd van Willem II en behoorde niet tot de factie, die nu verder de regering voerde. Zijn opvolger werd Adriaan Pauw, die het ambt ook reeds tijdens het stadhouderschap van Frederik Hendrik van Oranje had bekleed.
In 1650 werd De Graeff gedeputeerde in de Generaliteitskamer te Den Haag. In 1652 werd hij rekenmeester der Grafelijke Domeinen van Holland en West-Friesland, ook in Den Haag. Tijdens zijn rekenmeesterschap leefde hij op zijn buitenplaats Vredenhof bij Voorschoten, waar hij het heerlijk recht had om zwanen te mogen houden. Na de Haagse periode had Andries de Graeff nog vele functies zoals commissaris Haarlemmermeer, hoofdingeland Watergraafsmeer en dijkgraaf van Nieuwer-Amstel.
Andries de Graeff was van 1657 tot 1672 lid van de vroedschap van Amsterdam. Na diens plotselinge overlijden volgde hij in 1664 zijn broer Cornelis als burgemeester en als hoofd van de staatsgezinde partij op. In 1667 steunde hij de benoeming van Cornelis Jan Witsen tot burgemeester. Zijn tegenstanders waren de burgemeester Gillis Valckenier en Henrick Hooft. De Graeff was een standvastig bondgenoot van de factie der "Wittianen" (aanhangers van de gebroeders Johan- en Cornelis de Witt) hetgeen uiteindelijk in 1672 tot het einde van zijn burgemeesterschap leidde. De Graeff was samen met Johan de Witt, Govert van Slingelandt, Gaspar Fagel en Valckenier een van de voorstanders van het Eeuwig Edict tot afschaffing van het stadhouderschap.

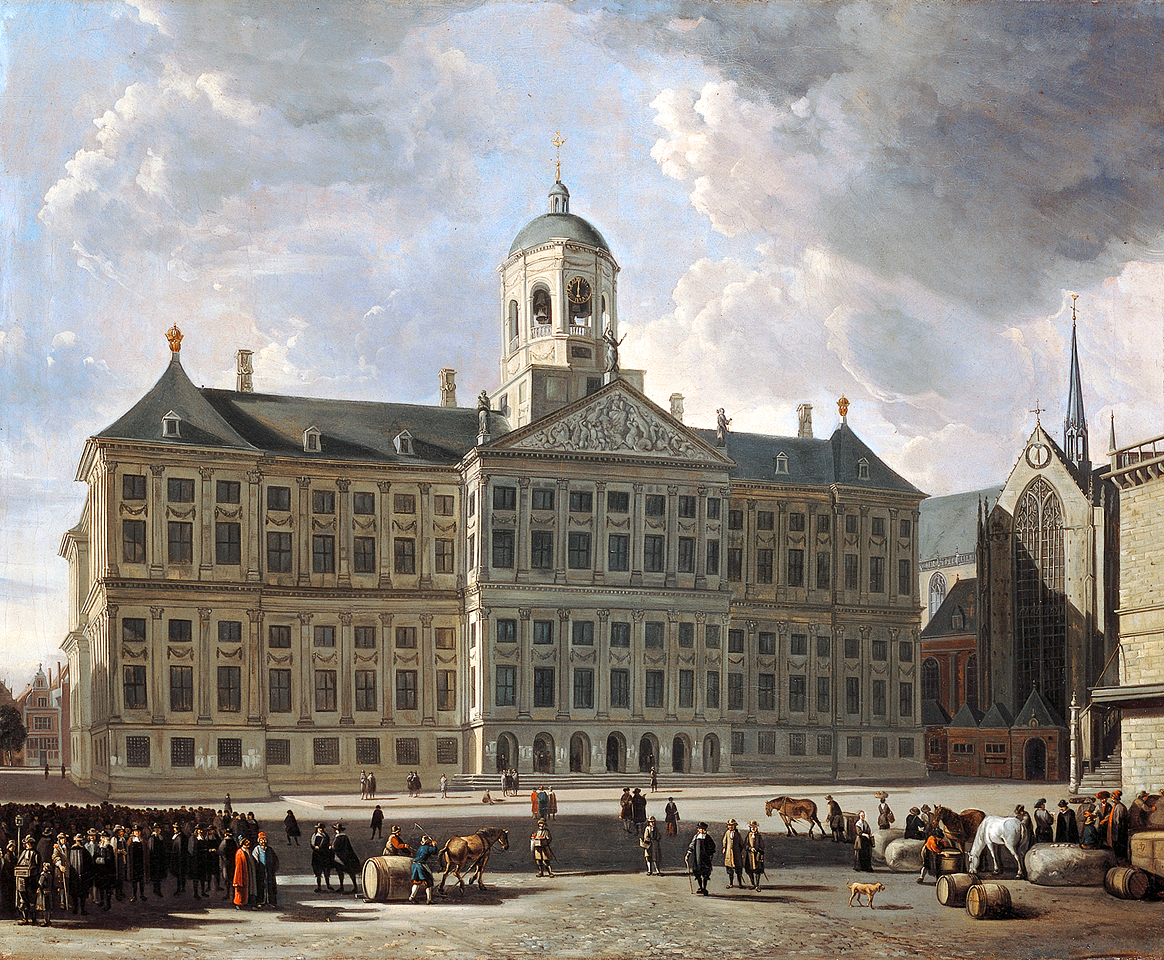
Stadhuis op de Dam door Gerrit Berckheyde

In februari 1671 werden de Oranjegezinde burgemeesters Valckenier en Coenraad van Beuningen door de verenigde republikeinse facties van De Graeff en Hooft uit het burgemeestersambt verdreven. Andries de Graeff werd opnieuw burgemeester. Dat is een goed moment om een monumentale plafondschildering door Gerard de Lairesse te laten vervaardigen voor de Sael van zijn burgemeesterswoning. Het Triomf der Vrede vermeldt, "De Graeff heeft een duidelijke boodschap voor het plafondstuk in gedachte: de Ware Vrijheid van de Republiek wordt alleen verdedigd door de republikeinse regenten van Amsterdam. De schilderingen zijn een verheerlijking van de rol van de familie de Graeff als beschermer van de republikeinse staatsvorm, als verdediger van de Vrijheid".

### De Graeff in het Rampjaar 1672
Op 1 juli 1672 was Amsterdam het toneel van ongeregeldheden tussen orangisten een Wittianen. Die dag vergaderde de vroedschap over de opheffing van het Eeuwig Edict en benoeming van Willem III tot stadhouder van Holland. De raad besloot hiermee akkoord te gaan en burgemeester Andries de Graeff zou dit besluit aan de Staten van Holland naar Den Haag overbrengen. Toen de postkoets vertrok, werd die in de Haarlemmerstraat tegengehouden door de menigte. De Graeff vluchtte bij het Heerenlogement naar binnen en werd later die avond onder begeleiding van kolonel Cornelis Geelvinck naar de Haarlemmerpoort begeleid. Na de moord op de gebroeders De Witt, en toen Willem III uiteindelijk stadhouder werd, ontsloeg de prins Andries de Graeff en zijn neven Pieter en Jacob de Graeff, zijn zwager Lambert Reynst en Hans Bontemantel samen met negen anderen. De politieke rol van Andries de Graeff en zelfs die van de factie De Graeff was uitgespeeld. Andries de Graeff verhuisde naar Utrecht om belastingtechnische redenen. De sluwe burgemeester Gillis Valckenier had hem een oor aangenaaid, De Graeff keerde een jaar later terug en betaalde alsnog.

## Levensstijl

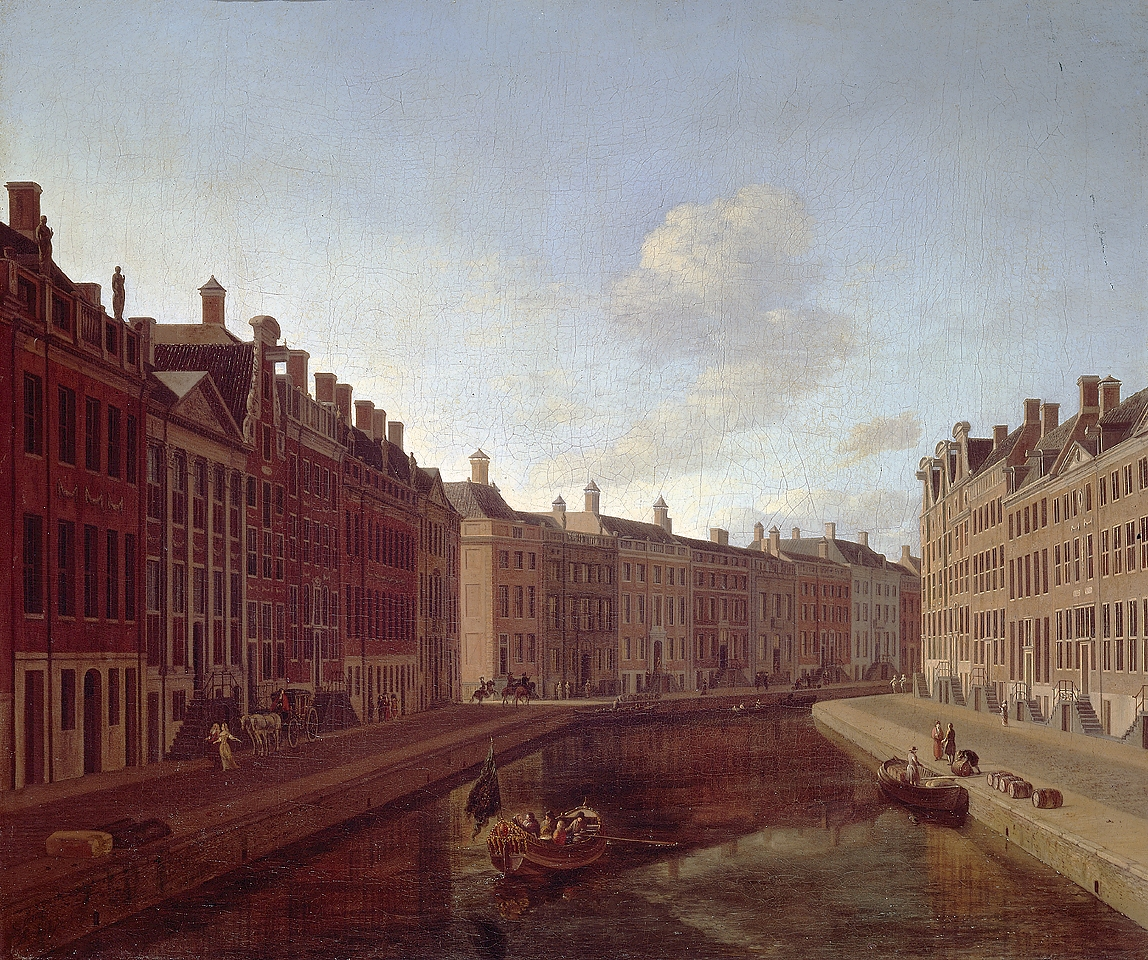
Gouden Bocht op de Herengracht door Gerrit Berckheyde

Andries de Graeff bewoonde een dubbel woonhuis aan de Herengracht (thans nr. 446) - het Huis van der Graeff genoemd - precies in het midden van de Gouden Bocht, met De Graeffs wapen en twee beelden op de dakrand. De plafondstukken in de zaal waren geschilderd door Gerard de Lairesse en bevinden zich nu in het Haagse Vredespaleis.
Daarnaast had hij de beschikking over het buiten Vredehof bij Voorschoten, met in totaal elf kamers, inclusief vier dienstvertrekken, dat hij van zijn grootvader Diederik Jansz Graeff had geërfd, en een buiten bij Oud-Naarden, genaamd Graeffenveld.
In 1674 behoorde hij tot de 250 rijkste personen uit de Gouden Eeuw en werd hij voor een fiscaal vermogen van 700.000 gulden aangeslagen.

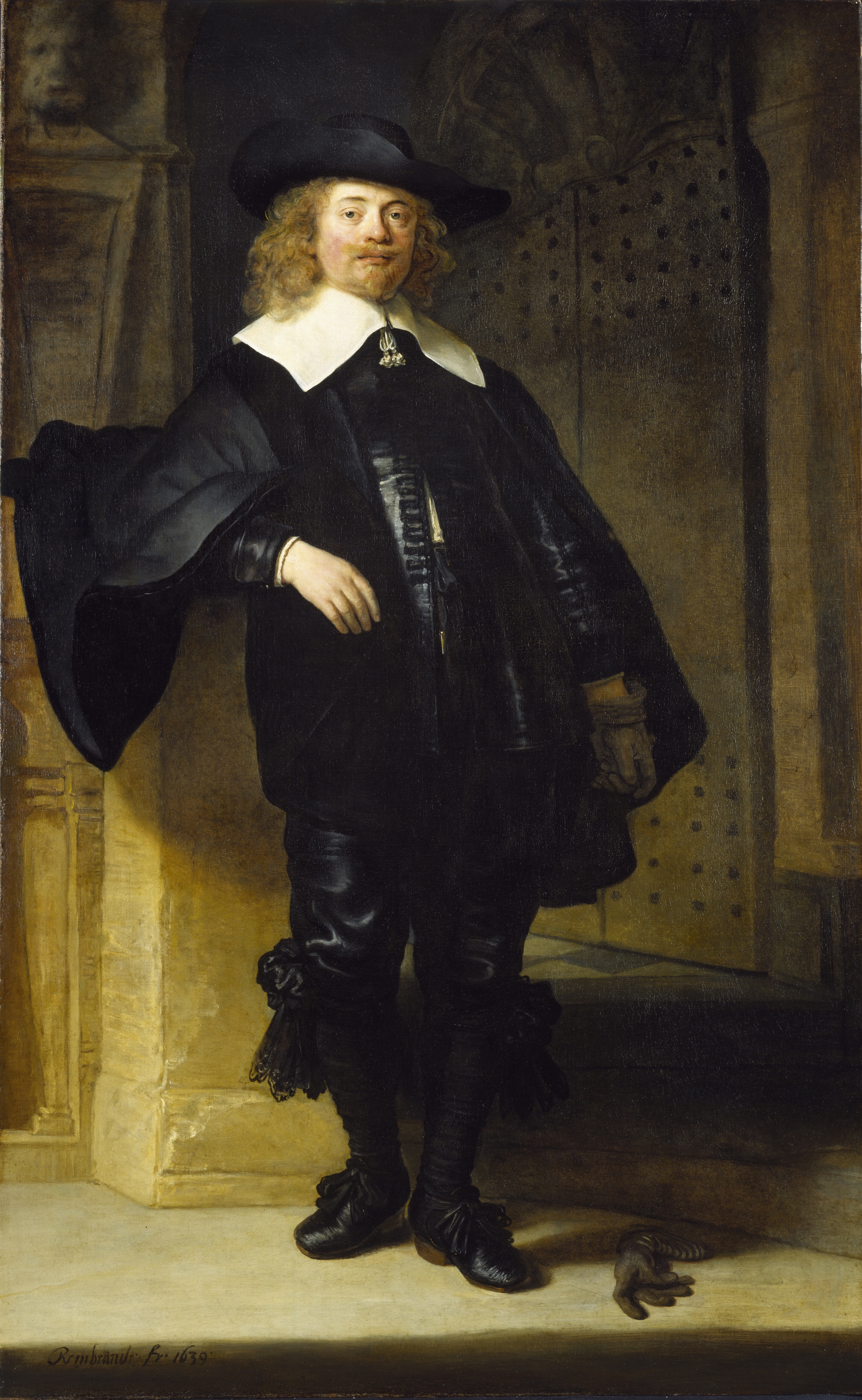
Portret van een staande heer in vol figuur (Andries de Graeff), ook genoemd Portret van een man, staand (Cornelis Witsen?), geschilderd door Rembrandt van Rijn en 199 x 123,5 cm groot. Volgens Bas Dudok van Heel is dit een weergave van Andries de Graeff, omdat die in 1639 aan Rembrandt 500 gulden betaalde voor een schilderij. Onderzoekers van het Rembrandt Research Project concludeerden echter dat het portret geen gelijkenis vertoont met een ander schilderij en een buste, waarvan bekend is dat Andries de Graeff is afgebeeld. De Gemäldegalerie Alte Meister in Kassel, waartoe het behoort, noemt de naam van De Graeff in de titel, maar geeft toe dat er geen overeenkomsten zijn met andere afbeeldingen van hem. Toch denkt het museum dat gezien de bronnen een weergave van Andries de Graeff het meest voor de hand ligt.

### De Graeff en Joost van den Vondel
De zachtzinnige De Graeff trad op als beschermheer van Joost van den Vondel, die zijn treurspel Koning David in Ballingschap aan hem opdroeg. De Graeff was ook aanwezig bij de première van Tamerlan, geschreven door Johannes Serwouters. Jan Vos droeg een gedicht aan hem op. Andries en zijn broer Cornelis hielden zich bezig met genealogie en maakten veel werk van hun afstamming. Van den Vondel meende het geslacht De Graeff niet beter te kunnen huldigen dan door het samenstellen van een boekje: Afbeeldingen der stamheeren en zommige telgen van de Graven, Boelensen, Bickeren en Witsens, toegewyt den edelen en gestrengen Heere Andries de Graeff, enz. met hunne portretten. 

Het vers Op den edelen en gestrengen Heer Andries de Graeff, Ouden Raet en Rekenmeester der Graeflijckheit van Hollant, en West-Vrieslant, nu Out-Burgermeester, en Zeeraedt t'Amsterdam. stamt uit dit boekje:

NOBILITAS SOLA EST ATQVE UNICA VIRTVS.
De telgh, waerin de deught der stammen is geschapen, Geeft heldre blycken van den ingeboren aert, En eedler tekens dan het aenge-erfde wapen: De Graeff getuight dit, die der oudren stoel bewaert, En rycker inkomst, rust, het heerlyck ampt en staeten Van 't Rekenmeesterschap en Graeflyck Raetsgezagh, Zyn vaders stadt ten dienst, uit liefde heeft verlaeten, Daer hy den Zeeraet sterckt, en eert der Staeten vlagh. Men beelt het leven uit met kleuren, die versterven: Maer d'ommetreck van eer verdooft den glans der verven.

### De Graeff als kunstliefhebber
De Graeff was een groot kunstliefhebber. Hij ging vriendschappelijk om met schilder Govert Flinck. Zowel Rembrandt van Rijn (1639), Flinck, Gerard ter Borch, Jan Lievens (1657) als Jurriaen Ovens schilderden portretten van hem of zijn familie.
In 1660 organiseerden de burgemeesters De Graeff en enkele regenten samen met Jan en Gerrit Reynst een geschenk aan koning Karel II van Engeland, bekendstaand als the Dutch Gift, waaronder een schilderij van Pieter Jansz. Saenredam, afkomstig van De Graeff.
In 1659 kreeg Govert Flinck van de gebroeders De Graeff de opdracht acht schilderijen voor het stadhuis te leveren. De opdracht werd, na de plotselinge dood van Flinck, opnieuw verdeeld onder Jan Lievens, Jacob Jordaens, Rembrandt van Rijn, Jurriaen Ovens en Jacob van Ruisdael. Artus Quellinus heeft in 1661 een marmeren buste van hem gemaakt, die zich in het Rijksmuseum bevindt. Jacob Jordaens verkreeg in 1662 een penning ter gelegenheid van het afleveren van twee enorme panelen voor het stadhuis, een opdracht die hij had verkregen nadat Flinck was overleden.
In de film Nightwatching van regisseur Peter Greenaway, wordt De Graeff als een wazige dronkenlap neergezet, net terug uit het bordeel. De Graeff zou het portret teruggestuurd hebben waarop Rembrandt dreigde met gerechtelijke stappen. De Graeff ging door de bocht, waarna de schilder het portret terugstuurde met een extra detail: een handschoen op de grond. Met zo’n handschoen daagden heren elkaar destijds uit tot een duel.

## De Graeffs grafkapel in de Oude Kerk
Andries de Graeff stierf op 30 november 1678 in zijn huis aan de Herengracht. Zijn grafkapel bevindt zich in het Sint Cornelis-koor, het familiegraf van het geslacht De Graeff, in de Oude Kerk te Amsterdam. Deze kapel werd in 1648 door Cornelis de Graeff als familiegraf aangekocht. Andries' enige zoon Cornelis is reeds op 12 augustus van hetzelfde jaar overleden. Zijn grafkapel bevindt zich eveneens in deze kerk.
- Biografisch Portaal: 42436855
- Digitale Bibliotheek voor de Nederlandse Letteren: grae014
- Gemeinsame Normdatei: 1322601410
- International Standard Name Identifier: 0000 0003 8716 3672
- Nederlandse Thesaurus van Auteursnamen: 070063516
- Virtual International Authority File: 280032073
- WorldCat: E39PBJc3GCxbQ3vBbm84F4p3wC